# Дуце
Дуце (Dutse) — столиця штату Джигава, Нігерія, а також адміністративний центр однойменного району місцевого управління.

## Географія
Оціночна чисельність населення Дуце на 2009 р. — 153 000.

## Освіта
У листопаді 2011 р. відкрився Федеральний університет Дуце (Federal University Dutse).
У Дуце знаходиться Коледж бізнесу і менеджменту (College of Business and Management Studies) Політехнічного інституту Джигави (Jigawa State Polytechnic).